# Die Unbestechlichen (Prohibition)

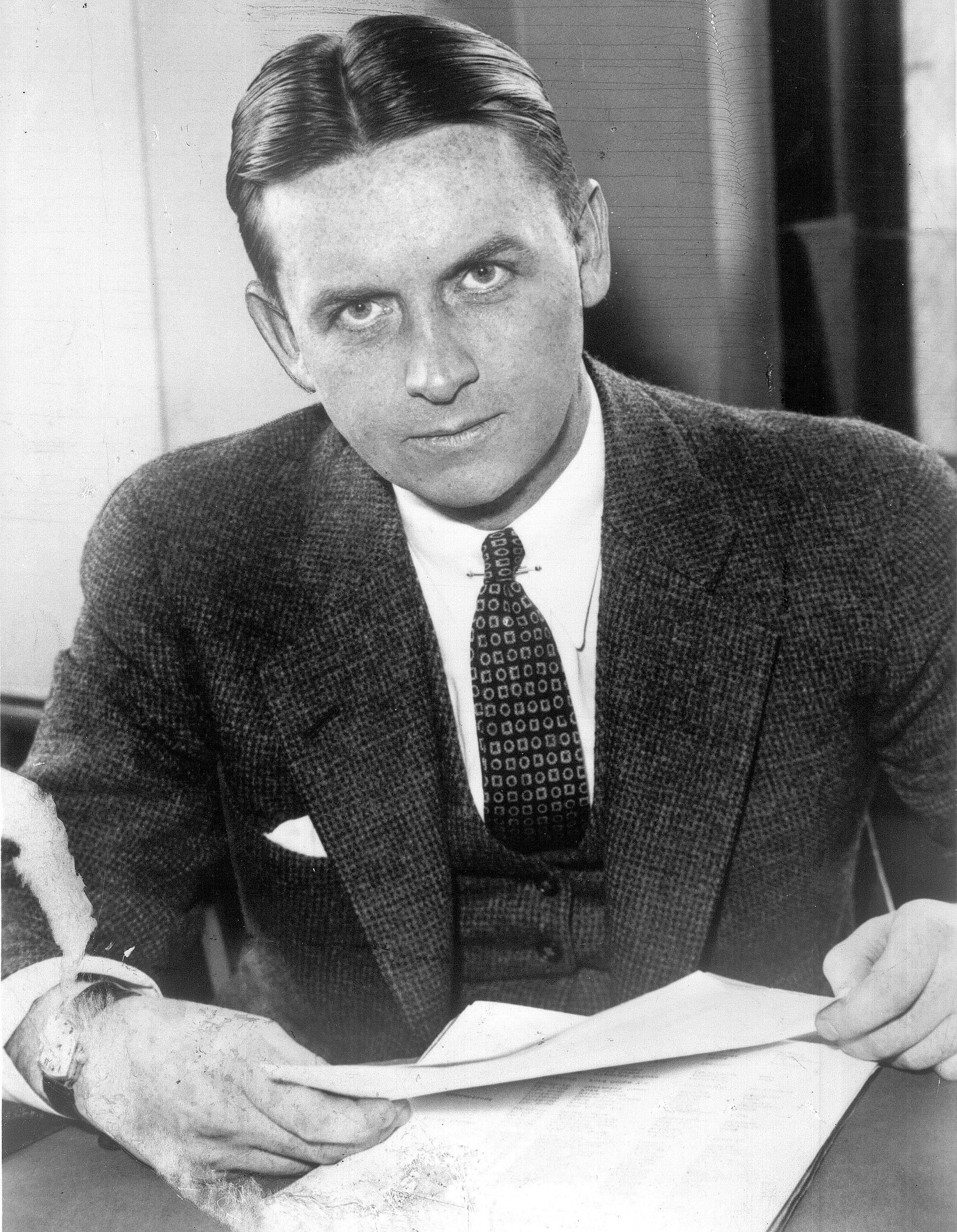
Eliot Ness

Die Unbestechlichen (englisch: The Untouchables) waren eine Gruppe von elf Prohibitionsagenten, die von Eliot Ness geleitet wurde und den illegalen Alkoholhandel von Al Capone während der US-amerikanischen Alkoholprohibition bekämpfen sollte.

## Geschichte
Im Anschluss an die Wahl des US-Präsidenten Herbert C. Hoover im Jahr 1929 war Finanzminister Andrew W. Mellon ausdrücklich damit beauftragt, den Mobster Al Capone zu Fall zu bringen. Die US-Regierung ging das „Problem Capone“ von zwei Seiten an: Steuerhinterziehung und der Volstead Act – das Prohibitionsgesetz. Ness wurde dazu auserwählt, die Operationen unter dem Volstead Act anzuführen, der auf die illegalen Brauereien und Nachschubrouten Capones abzielte.
Aufgrund der sich ausbreitenden Korruption unter den Strafverfolgern durchsuchte Ness die Akten aller Agenten seiner Abteilung. Er stellte daraus ein verlässliches Team zusammen, das ursprünglich aus 50, später aus 15 und letztendlich aus nur 11 Agenten bestand. Razzien gegen Destillerien und Brauereien begannen sofort. Innerhalb von sechs Monaten behauptete Ness, Anlagen im Wert von einer Million Dollar beschlagnahmt zu haben. Die Hauptquelle seiner Informationen war eine große Überwachungsoperation der Telefonleitungen.
Ein misslungener Versuch Capones, Ness’ Agenten zu bestechen, gelangte an die Öffentlichkeit und führte zu deren Spitznamen „Die Unbestechlichen“. Es gab zahlreiche Mordversuche auf Ness, und Frank Basile, ein guter Freund von ihm, wurde getötet.
Der endgültigen Gruppe von elf Prohibitionsagenten gehörten an:
- Martin J. Lahart, der bereits mit Ness zusammengearbeitet hatte und von ihm zu seinem Stellvertreter ernannt wurde.
- Samuel M. Seager, ehemaliger Aufseher im Todestrakt von Sing Sing.
- Bernard V. Cloonan, ehemaliger US Marine, dem die Schreibarbeit im Prohibitionsbüro über den Kopf wuchs.
- Lyle Chapman, ein Kriegsveteran und Absolvent der Colgate-Universität vom Prohibitionsbüro in Detroit, der sich hauptsächlich auf die Aktenarbeit konzentrieren sollte.
- Thomas Friel, ehemaliger Staatspolizist aus Pennsylvania.
- Joseph Leeson, legendärer Fahrer und Beschattungsexperte vom Prohibitionsbüro in Cincinnati.
- Paul W. Robsky, ehemaliger Marinepilot aus New Jersey, der nach einem speziellen Lehrgang als Telefonfachmann fungierte.
- Michael King, Verkleidungskünstler aus Virginia.
- William Gardner, ehemaliger Profi-Football-Spieler mit indianischen Vorfahren vom Prohibitionsbüro in Los Angeles. Mit Mitte 40 war er das älteste Mitglied der Gruppe.
- Jim Seeley, 27-jähriger Chicagoer, der zuvor als Privatdetektiv tätig gewesen war und so viele Kontakte zur Unterwelt geknüpft hatte.
- Albert H. Wolff, gebürtiger Chicagoer, der Schwarzbrenner in den Hügeln von Kentucky verfolgt hatte und kurz nach dem Valentinstag-Massaker dem Prohibitionsbüro in Chicago zugeteilt worden war.

Nachdem der „Fall Capone“ erledigt war, wurden die Unbestechlichen aufgelöst und Ness, in Anerkennung seiner Arbeit, zum Cheffahnder des Prohibitionsbüros in Chicago befördert.

## Verfilmungen
Die Unbestechlichen ist eine von 1959 bis 1963 produzierte Fernsehserie, die auf den Memoiren von Eliot Ness und Oscar Fraley basieren.
1987 verfilmte Brian De Palma die Geschichte unter dem Titel The Untouchables – Die Unbestechlichen mit Kevin Costner, Sean Connery, Charles Martin Smith, Andy García und Robert De Niro in den Hauptrollen.

## Zeichentrickserie
Die Zeichentrickserie Einsatz für Elliot Maus basiert ebenfalls auf den Erlebnissen. Hier hat Elliot Maus, der auf Eliot Ness persönlich anspielte, jedoch nur vier Mitarbeiter. Sie unterstehen der Bundes-Mauseloch-Ermittlungsbehörde.